# 1307

## أحداث
- نهاية حصار تلمسان والذي بدأ في 1299.
- تاريخ غير معروف - تدمرت منارة الإسكندرية بزلزال شديد.
- تاريخ غير معروف - توج إدوار الثاني ملكاً على إنكلترا.
- اعتقال جميع فرسان الهيكل بفرنسا بامر من الملك فيليب الرابع بتنسيق مع كليمنت الخامس.

## مواليد
انظر أيضاً تصنيف:مواليد 1307.

## وفيات
- 7 يوليو – إدوارد الأول، ملك إنجلترا.

انظر أيضاً تصنيف:وفيات 1307.